# Велика Пристава
Велика Пристава (словен. Velika Pristava, итал. Prestava Grande) је насељено место у општини Пивка, Приморско-нотрањска регија, Словенија.

## Историја
До територијалне реорганизације у Словенији била је у саставу старе општине Постојна.

## Становништво
У попису становништва из 2011. године, Велика Пристава је имала 57 становника.
| Број становника према пописима | Број становника према пописима | Број становника према пописима |
| ------------------------------ | ------------------------------ | ------------------------------ |
| 1991                           | 2002                           | 2011                           |
| 54                             | 51                             | 57                             |

Напомена: Године 2001. умањено за део насеља који је припојен насељу Пивка.